# Hilde Ottenheimer
Hilde Ottenheimer (geboren 11. Dezember 1896 in Ludwigsburg; gestorben 22. Oktober 1942 in Riga) war eine deutsche Soziologin.

## Leben

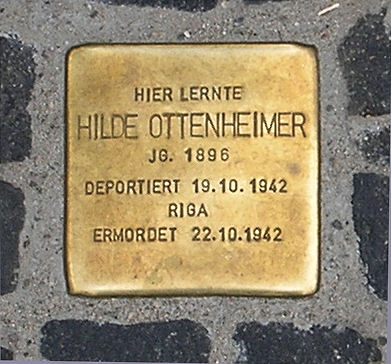
Stolperstein. „Hier lernte Hilde Ottenheimer“, Unter den Linden 6, Berlin-Mitte

Hilde Ottenheimer war Tochter des Kolonialwarenhändlers Josef. S. Ottenheimer und seiner Frau Sara. Die Familie war aktiver Teil der jüdischen Gemeinde Ludwigsburgs, der Vater langjähriger Vorstand des Israelitischen Wohltätigkeitsvereins.
Nach dem Besuch der Mädchenrealschule und der höheren Handelsschule wechselte Hilde Ottenheimer, nach kurzzeitiger Tätigkeit als Bürogehilfin, 1916 nach Mannheim zur soeben gegründeten Sozialen Frauenschule. 1919 bis 1922 war sie Geschäftsführerin des Württembergischen Landesverbandes für Israelitische Wohlfahrtsbestrebungen. Das 1923 begonnene sozialwissenschaftliche Studium musste sie wegen der Inflationszeit wieder abbrechen. Stattdessen nahm sie eine Tätigkeit bei der Zentralwohlfahrtsstelle der Juden in Deutschland in Berlin auf, wo sie unter anderem an Periodika wie Zedakah und Nachrichtendienst mitarbeitete. In den Mittelpunkt ihrer Dissertation stellte sie die Erziehungsfürsorge. Trotz der ausgrenzenden Bedingungen der NS-Zeit gelang es ihr, 1934 unter widrigen Umständen noch promoviert zu werden.
Ottenheimer plädierte für eine Reform der jüdischen Fürsorgepädagogik. Sie war Mitglied der Redaktion des historisch-topographischen Handbuchs zur deutsch-jüdischen Geschichte Germania Judaica. Für das 1934 schon gedruckte, von der Gestapo aber noch vor der Veröffentlichung unterdrückte Sammelwerk Juden im deutschen Kulturbereich verantwortete sie die Artikel Pädagogik und Sozialpädagogik, Soziale Arbeit sowie Gemeinnützige Stiftungen. 1941 erschien in Englisch ihre vermutlich letzte Publikation, eine nüchterne Analyse des Verschwindens der jüdischen Gemeinden in Deutschland.
Am 19. Oktober 1942 wurde Hilde Ottenheimer nach Riga deportiert und dort drei Tage später ermordet.

## Schriften und Beiträge
- The Disappeareance of Jewish Communities in Germany, 1900–1938. Jewish Social Studies Vol. 3, No. 2 (Apr., 1941), pp. 189–206.
- Die Geschichte der Erziehungsfürsorge in Deutschland von 1870 bis 1930. Düsseldorf: Nolte 1935.
- Sozialpädagogik im Strafvollzuge. Berlin: C. Heymann 1931.